# 阿克倫鎮區 (密歇根州)
阿克倫鎮區（英語：Akron Township）是位於美國密歇根州土斯科拉縣的一個行政鎮區。

## 地方資料
阿克倫鎮區的面積為147.40平方千米，當中陸地面積為137.00平方千米，而水域面積為10.40平方千米。根據2020年美國人口普查的數據，當地共有人口1379人，而人口密度為每平方千米9.36人。